# Mustilia phaeopera
Mustilia phaeopera är en fjärilsart som beskrevs av George Francis Hampson. Mustilia phaeopera ingår i släktet Mustilia och familjen silkesspinnare. Inga underarter finns listade i Catalogue of Life.